# Białouchy
Białouchy (Peltopsinae) – zdefiniowana w 2014 roku monotypowa podrodzina ptaków z rodziny ostrolotów (Artamidae).

## Zasięg występowania
Podrodzina obejmuje gatunki występujące na Nowej Gwinei.

## Morfologia
Długość ciała 18–20 cm; masa ciała 27–36 g.

## Systematyka
Rodzaj Peltops zdefiniował w 1829 roku niemiecki przyrodnik Johann Georg Wagler na łamach „Isis von Oken”. Jako gatunek typowy wyznaczył białoucha nizinnego (P. blainvillii). 

### Etymologia
- Peltops: gr. πελτη peltē „mała tarcza”; ωψ ōps, ωπος ōpos „twarz”[8].
- Erolla: etymologia niepewna, być może wariant pisowni lub zdrobnienie nazwy szerokodzioba „Eurylaime” (por. łac. erro „wędrowiec”, od errare wędrować (np. między dwiema grupami))[9]. Typ nomenklatoryczny: Eurylaimus blainvillii Lesson & Garnot, 1827.
- Platystomus: gr. πλατυς platus „szeroki”; στομα stoma, στοματος stomatos „usta”[10]. Typ nomenklatoryczny: Eurylaimus blainvillii Lesson & Garnot, 1827.

### Podział systematyczny
Do podrodziny należy jeden rodzaj obejmujący następujące gatunki:
- Peltops blainvillii (Lesson & Garnot, 1827) – białouch nizinny
- Peltops montanus Stresemann, 1921 – białouch górski